# Batalha de Corregidor (1945)

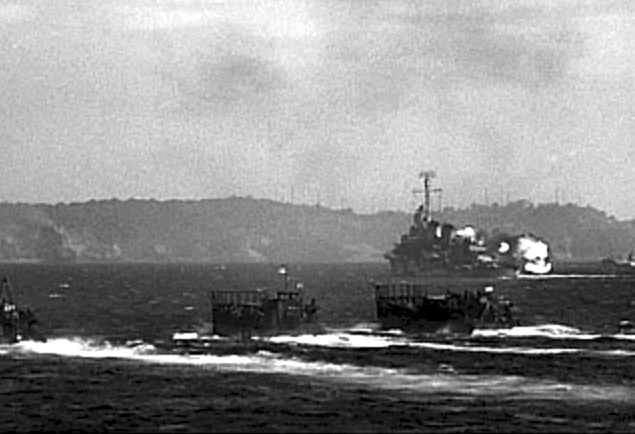
USS Claxton fornece apoio durante as operações militares em Corregidor

A Batalha pela Recaptura de Corregidor (Filipino: Labanan para sa Corregidor), que ocorreu de 16 a 26 de fevereiro de 1945, opôs as forças norte-americanas contra a guarnição japonesa na fortaleza da ilha. Os japoneses haviam capturado o bastião das Forças do Exército dos Estados Unidos no Extremo Oriente durante a invasão de 1942. Na Batalha dos 6 700 soldados japoneses 6 600 foram mortos, enquanto dos 7 000 soldados dos EUA apenas 207 morreram.
A retomada da ilha, oficialmente chamada Fort Mills, juntamente com a sangrenta Batalha de Manila e a anterior Batalha de Bataan, marcou a redenção da rendição americana e filipina em 6 de maio de 1942 e a subsequente queda das Filipinas.
A rendição de Corregidor em 1942 e o destino subsequente de seus 11 000 defensores americanos e filipinos levaram a um senso particular de propósito moral no general Douglas MacArthur, e como mostrado nas campanhas subsequentes para a libertação do arquipélago filipino, ele não mostrou hesitação em comprometer a maior parte das forças dos EUA e das Filipinas sob seu comando. Para o soldado americano, Corregidor era mais do que um objetivo militar; muito antes da campanha para recapturá-lo, a Rocha havia se tornado um símbolo importante na história dos Estados Unidos como o último posto avançado do Pacífico de qualquer tamanho a cair para o inimigo nos estágios iniciais da Guerra do Pacífico.